# Bevitiky
Bevitiky is een plaats en commune in het zuiden van Madagaskar, behorend tot het district Bekily, dat gelegen is in de regio Androy. Tijdens een volkstelling in 2001 telde de plaats 4.430 inwoners.
De plaats biedt enkel lager onderwijs aan. 80% van de bevolking werkt als landbouwer, 18% houdt zich bezig met veeteelt en 1% verdient zijn brood als visser. De meest belangrijke landbouwproducten zijn maniok en pinda's; overig belangrijk product is mais. Verder is 0,5% van de bevolking werkzaam in de dienstensector en industrie.